# Rafael Romero Marchent
Romero Marchent  Hernández est un nom espagnol. Le premier nom de famille, en général paternel, est Romero Marchent ; le second, en général maternel, souvent omis, est Hernández.
Rafael Romero Marchent Hernández (né le 3 mai 1926 à Madrid et mort le 13 février 2020 dans la même ville) est un acteur, réalisateur et scénariste espagnol pour le cinéma et la télévision. Il est surtout connu pour ses westerns.

## Biographie
Rafael Romero Marchent Hernández est le fils de l'écrivain, éditeur et producteur Joaquín Romero Marchent Gómez de Avellaneda. Il est le frère de Joaquín Luis Romero Marchent, réalisateur et scénariste, d'Ana María Romero Marchent, monteuse, et de Carlos Romero Marchent, acteur et réalisateur.
Il commence sa carrière comme enfant-acteur et figurant, puis décide d'arrêter ses études de médecine pour devenir comédien professionnel. Il étudie la danse et les arts dramatiques. Il devient acteur puis plus tard étudie la réalisation. Il dirige une trentaine de films, dont beaucoup de westerns.

## Filmographie

### Comme réalisateur
- 1965 : Dans les mains du pistolero (Ocaso de un pistolero)
- 1966 : Pas de pitié pour Ringo (Dos pistolas gemelas)
- 1967 : Deux Croix pour un implacable (Dos cruces en Danger Pass)
- 1967 : C'est moi qui commande (Aquí mando yo)
- 1968 : Les Pistoleros du Nevada (¿Quién grita venganza?)
- 1968 : Un par un... sans pitié (Uno a uno sin piedad)
- 1969 : Ringo le vengeur (Dos hombres van a morir)
- 1969 : On continue à l'appeler fils de... (El Zorro justiciero)
- 1969 : Garringo
- 1970 : Quand Satana empoigne le colt (Manos torpes)
- 1971 : Et Sabata les tua tous (Un par de asesinos)
- 1973 : Disco rojo
- 1973 : Santo contra el doctor Muerte
- 1973 : Tu seras la proie des vautours (Un dólar de recompensa)
- 1973 : Un par de zapatos del '32
- 1974 : La boda o la vida
- 1975 : Tu dios y mi infierno
- 1975 : Yo fui el rey
- 1976 : Curro Jiménez (série TV)
- 1976 : El calor de la llama
- 1976 : El límite del amor
- 1976 : Imposible para una solterona
- 1976 : La noche de los cien pájaros
- 1977 : Cazar un gato negro
- 1977 : Un día con Sergio
- 1978 : Cañas y barro (série TV)
- 1978 : Avisa a Curro Jiménez
- 1980 : La venganza del lobo negro
- 1981 : Duelo a muerte
- 1981 : El lobo negro
- 1982 : Todo es posible en Granada
- 1984 : Violines y trompetas
- 1994 : ¡Ay, Señor, Señor! (série TV)

### Comme scénariste
- 1963 : Les Trois Implacables
- 1970 : O Cangaceiro
- 1970 : Paranoia
- 1971 : Un par de asesinos
- 1973 : Santo contra el doctor Muerte
- 1973 : Tu seras la proie des vautours (Un dólar de recompensa)
- 1973 : Un par de zapatos del '32
- 1974 : Cinco almohadas para una noche
- 1974 : Dormir y ligar: todo es empezar
- 1974 : La boda o la vida
- 1975 : L'Homme qui défia l'Organisation (L'uomo che sfidò l'organizzazione) de Sergio Grieco
- 1975 : Yo fui el rey
- 1981 : Duelo a muerte
- 1981 : El Lobo negro
- 1982 : Todo es posible en Granada

### Comme acteur
- 1946 : El Traje de luces
- 1947 : Don Quijote de la Mancha
- 1948 : Alhucemas
- 1948 : Doña María la Brava
- 1948 : Du sang à l'aube
- 1948 : La fiesta sigue
- 1948 : La mies es mucha
- 1948 : La vida encadenada
- 1950 : Flor de lago
- 1950 : Séptima página
- 1951 : La leona de Castilla
- 1953 : Cabaret
- 1953 : Juzgado permanente
- 1954 : Les Dévoyés
- 1954 : Sor Angélica
- 1954 : Une balle suffit
- 1955 : El indiano
- 1955 : El mensaje
- 1956 : La espera
- 1956 : La pecadora
- 1956 : Pasión bajo el sol
- 1958 : El cristo de los Faroles
- 1958 : Un Indiano en Moratilla
- 1959 : Fulano y Mengano
- 1960 : Compadece al delincuente
- 1962 : Zorro le vengeur
- 1982 : Todo es posible en Granada
- 1990 : Seule avec toi
- 1996 : Pesadilla para un rico
- 1997 : Al límite
- 2004 : Tiovivo c. 1950